# 2010年世界房車錦標賽德國站
2010年世界房車錦標賽德國站是2010年度世界房車錦標賽的第八站賽事，正式比賽在2010年9月5日於德國奧舍斯萊本賽道上舉行。這是歷來第六次在德國舉行賽事。第一回合由雪佛蘭車隊的文尼勝出，第二回合由寶馬車隊的派奧勝出。